# De duistere diamant (film)
De duistere diamant is een Vlaamse jeugdfilm uit 2004,  onder regie van Rudi Van Den Bossche. De film is gebaseerd op het  gelijknamige Suske en Wiske-stripverhaal uit 1958 van Willy Vandersteen.

## Achtergrond
In 2001 werd bekendgemaakt dat er plannen waren voor een live-action-film. De opnamen vingen aan in de zomer van 2003, na vertragingen met de dure speciale effecten en veranderingen onder de acteurs. Aanvankelijk was het de bedoeling dat Dominique Deruddere de film zou regisseren. Maar toen de producenten het nodige budget niet rond kregen (de Europese Unie wees een subsidieaanvraag voor de film af) werden de voorbereidingen gestaakt gedurende ruim een jaar. Daarop haakte Deruddere af. Medio 2003 kreeg het project dan toch groen licht, met Rudi Van Den Bossche als vervanger van Deruddere. De opnamen begonnen in de zomer van 2003.
De oorspronkelijke rolverdeling voorzag Daan Vervoort als Suske, Gert Portael als tante Sidonia en Willy Thomas als professor Barabas.
De duistere diamant ging in première op 18 (België) en 19 (Nederland) februari 2004.

## Het verhaal
Het verhaal volgt grotendeels het album, maar er zijn enkele aanpassingen.

## Rolverdeling
| Acteur                | Personage                |
| --------------------- | ------------------------ |
| Joeri Busschots       | Suske                    |
| Céline Verbeeck       | Wiske                    |
| Dirk Roofthooft       | Lambik                   |
| Peter Van den Begin   | tante Sidonia            |
| Stany Crets           | Jerom                    |
| Tuur De Weert         | professor Barabas        |
| Thekla Reuten         | Alwina                   |
| Rik Launspach         | Baron Roger de Lacheloze |
|                       |                          |
| Urbanus               | Sjaak                    |
| Willeke van Ammelrooy | Clara                    |
| Vital Baeken          | Soldaat                  |
| Sven De Ridder        | Rechter                  |
| Daan Hugaert          | Magiër                   |
| Hans De Munter        | Rechter                  |
| Peter Rouffaer        | Klant in herberg         |
| Herr Seele            | Kaalhoofd                |
| Henk van Ulsen        | Tovenaar                 |
| Marc Van Eeghem       | Klant in herberg         |
| Frank Focketyn        | Kapitein                 |
| Fred Van Kuyk         | Soldaat                  |
| Coen van Vlijmen      | Knecht                   |
| Alex Wilequet         | Rechter                  |
| Luk Wyns              | Beul                     |

## Dvd
De film verscheen op video en dvd op 24 augustus 2004.

## Trivia
- Het kasteel van baron Roger de Lacheloze is kasteel Cleydael in Aartselaar.
- De scènes in de toren en de grot werden opgenomen in een greenscreenstudio in Rotterdam. De rotsen zijn er later met de computer aan toegevoegd. Voor deze achtergronden werd onder meer in de grotten van Han gefilmd.
- De blinkende en schitterende sleutel is in werkelijkheid een witte stok. Met de computer werd daar een echte blinkende sleutel van gemaakt.
- Van de hoofdrolspelers zijn Céline Verbeeck en Stany Crets de enige twee acteurs die niet veranderd zijn. Bij de andere personages was oorspronkelijk iemand anders gecast in de rol, maar werd dit, door bepaalde situaties, gewijzigd.
- De middeleeuwse scènes werden gefilmd in Bokrijk. Bokrijk heeft jarenlang ook Suske & Wiske-dagen georganiseerd waarbij fans de personages uit de strips in het echt konden ontmoeten, meestal vertolkt door de cast van de verscheidene Suske & Wiske musicals.
- In het begin van de film is even een lookalike te zien van Willy Vandersteen. Op deze manier kon de reeds overleden geestelijke vader van Suske & Wiske toch een rol spelen in de film. In de scène in kwestie kijkt Vandersteen naar een jongen die met krijt op de stoep tekent, net zoals Vandersteen in zijn jeugd deed.
- De intro van de film is deels opgenomen in Huijbergen.
- De film wijzigt een aantal details van het stripverhaal, zo wordt in het originele verhaal de diamant doorgegeven van persoon tot persoon zodat niemand vervloekt raakt. In de film is het Sidonia die heel de tijd vervloekt is. Daardoor gaat ze ook niet mee naar het verleden met Lambik en Alwina. Jerom heeft in de film meer scènes gekregen omdat zijn rol in de strip maar uit twee bladzijdes bestond.
- De film kreeg, na een aantal gefaalde pogingen in België, financiële ondersteuning vanuit Nederland. Omwille van deze reden werden er voor de rollen van de baron en Alwina twee Nederlandse acteurs gekozen. Ook de herberg De Ganzenhoeve werd hierdoor in de film naar Nederland verplaatst.
- Het verhaal speelt zich zogezegd in de Middeleeuwen af, echter is het jaar 1558 al Nieuwe tijden.